# Vpliv nanotehnologije
Vpliv nanotehnologije sega od zdravstvenih, etičnih, mentalnih, pravnih in okoljskih področij, vse tja do inženirstva, biologije, kemije, računalništva in komunikacij.
Glavne prednosti nanotehnologije vključujejo izboljšane proizvodne procese, sisteme za čiščenje vode in energetske sisteme ter izboljšano fizično zmogljivost, nanomedicino, proizvodnjo hrane in prehrano, kot tudi izboljšanje avtomatske proizvodnje projektov velikega obsega. Uporaba nanodelcev omogoča avtomatizacijo nalog, ki so bile prej nemogoče zaradi fizičnih omejitev, kar posledično vodi v zmanjšanje potreb po delovni sili, površinah in vzdrževanju, ki ga opravljajo ljudje.
Potencialne nevarnosti vključujejo okoljska, zdravstvena in varnostna vprašanja. Prehodni učinki, vključujejo izrivanje tradicionalnih industrijskih panog kjer prevladajo produkti nanotehnologije, zaradi česar izražajo pomislege zagovorniki osebnih pravic. To je lahko še posebej pomembno, če so bili spregledani potencialno negativni učinki nanodelcev.
Ali si naj nanotehnologija zasluži posebne vladne uredbe je sporno vprašanje. Regulativni organi, kot sta ameriška Agencija za zaščito okolja in Direktorat za zdravje in varstvo potrošnikov pri Evropski komisiji, so se začeli ukvarjati s potencialnimi tveganji nanodelcev. Sektor za ekološko prehrano je bil prvi, ki delujeje regulativno na organizirano izključitev inženiringa nanodelcev iz certificiranih ekoloških proizvodov, najprej v Avstraliji in Veliki Britaniji in v zadnjem času v Kanadi, kakor tudi za vsa živila certifikatom Demeter mednarodni standardi.